# Johanna Vergouwen
Johanna Vergouwen (o Jeanne Vergouwen) (Antuérpia 1630, - ibidem, 11 de Março de 1714) era uma pintora flamenga. 
Filha do pintor-decorador Louis Vergouwen,  (morreu em 1659), filho de Pierre Vergouwen (morreu em 1631) e sua esposa Maaike Verwerff, filha de pintor Hans Verwerff; sua irmã Maria era casada com Michiel Immenreat. 
Foi um aluna de Balthazar van den Bossche e Lucas van Uden.

## Obras
- com cavalos de madeira [1], óleo sobre tela, 1668, Christie's, Amsterdam, 6 de Maio de 2008, 120 250 €, n° 180.
- Copia de 1673 de um quadro de Van Dyck,  Sansão e Dalila , Cidade do México, Museo Nacional de San Carlos.
- Retrato de um escultor, vendido em Paris, 14 de Junho de 1954.